# Ulrica Luisa de Solms-Braunfels
Ulrica Luisa de Solms-Braunfels (en alemán, Ulrike Luise zu Solms-Braunfels; Hungen, 1 de mayo de 1731-Homburg, 12 de septiembre de 1792) fue una condesa de Solms-Braunfels por nacimiento, y por matrimonio landgravina de Hesse-Homburg. Desde 1751 hasta 1766, también fue regente de Hesse-Homburg, en nombre de su hijo menor de edad.

## Biografía
Ulrica Luisa era una hija del príncipe Federico Guillermo de Solms-Braunfels (1696-1761) de su segundo matrimonio con Sofía Magdalena (1701-1744), una hija del conde Otón de Solms-Laubach.
Contrajo matrimonio el 10 de octubre de 1746 en Hungen con el landgrave Federico IV de Hesse-Homburg (1724-1751). Poco después de la boda, tropas de Hesse-Darmstadt marcharon sobre Hesse-Homburg ocupando este territorio, la ciudad de Homburg y el Castillo de Homburg. La disputa pudo ser arbitrada, y Federico IV fue restaurado como landgrave reinante.
Después de la muerte de su marido en 1751, asumió el gobierno, con permiso imperial, conjuntamente con el landgrave Luis VIII de Hesse-Darmstadt, por su hijo Federico V, quien solo tenía tres años de edad a la muerte de su padre. Logró mantener la soberanía de Hesse-Homburg y casar a su hijo con una hija del landgrave Luis IX de Hesse-Darmstadt.

## Descendencia
Ulrica Luisa de su matrimonio con Federico IV, tuvo dos hijos:
- Federico Luis Guillermo Cristián (Homburg, 30 de enero de 1748-ibidem, 20 de enero de 1820), landgrave de Hesse-Homburg.
- María Cristina Carlota Guillermina (Homburg, 4 de noviembre de 1749-ib., 10 de noviembre de 1750).